# Taxi Monamour
Taxi Monamour è un film del 2024 diretto da Ciro De Caro.

## Trama
Una ragazza italiana conosce alla fermata dell'autobus una ragazza ucraina fuggita dalla guerra e le due stringono amicizia fino a quando l'ucraina decide di tornare a casa nonostante il conflitto.

## Riconoscimenti
- 2024 - Mostra internazionale d'arte cinematografica di Venezia.
  - Premio del pubblico Giornate degli autori[3]